# Rhipidocotyle transversalis
Rhipidocotyle transversalis är en plattmaskart. Rhipidocotyle transversalis ingår i släktet Rhipidocotyle och familjen Bucephalidae. Inga underarter finns listade i Catalogue of Life.